# Giao Thiện, Giao Thủy
Giao Thiện là một xã thuộc huyện Giao Thủy, tỉnh Nam Định, Việt Nam.
Xã Giao Thiện có diện tích 7,88 km², dân số năm 1999 là 9169 người, mật độ dân số đạt 1164 người/km².